# نور الدين بن سعدون
نور الدين بن سعدون (ولد في 6 أكتوبر 1998 في السوالم، المغرب) لاعب كرة قدم مغربي يجيد اللعب في مركز الجناح الأيمن. يلعب حاليا لصالح البسيتين في الدوري البحريني الممتاز منذ 1 سبتمبر 2022.

## المسيرة الرياضية

### الأندية
في 1 سبتمبر 2022 انتقل بن سعدون من الاتحاد القاسمي المغربي إلى البسيتين البحريني في صفقة انتقال حر.